# Samuel Rawson Gardiner
Samuel Rawson Gardiner (* 4. März 1829 in Ropley bei Alresford, Hampshire; † 23. Februar 1902 in Sevenoaks) war ein britischer Historiker, bekannt als Experte für den Englischen Bürgerkrieg, dessen Vor- und Nachgeschichte und Oliver Cromwell.

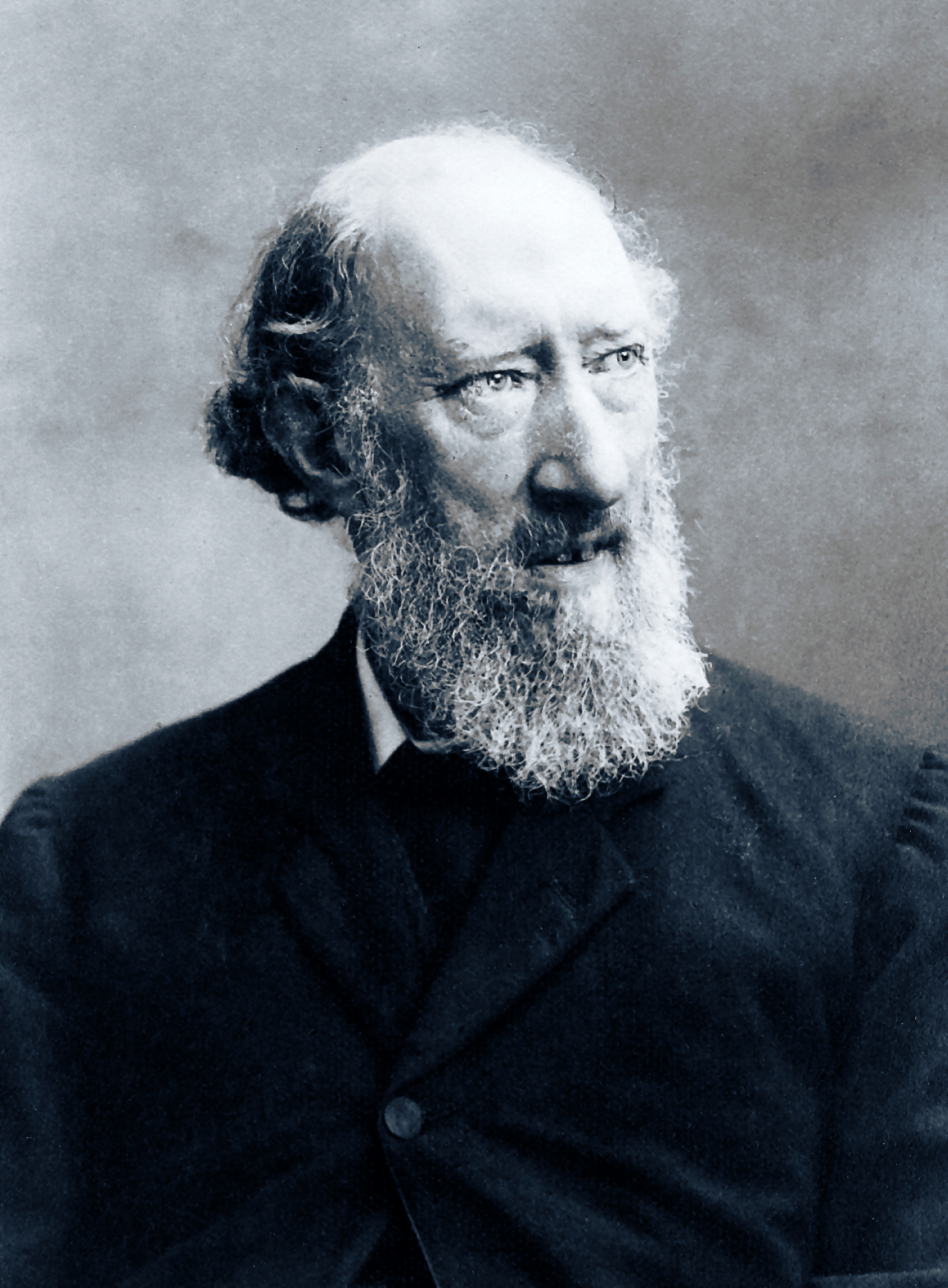
Samuel Rawson Gardiner

Gardiner besuchte das Winchester College und studierte an der Universität Oxford (Christ Church College) humanistische Fächer. Er lehrte 1871 bis 1885 (ab 1875 als Professor für Modern History) am King’s College London. 1884 wurde er Fellow des All Souls College und 1892 des Merton College, lehnte aber die Regiusprofessur in Oxford 1894 ab.
1896 war er der erste Ford Lecturer für Englische Geschichte in Oxford.
Für seine Hauptwerke unternahm er ab 1863 bis 1900 intensive Archivstudien nicht nur in England, sondern auch unter anderem in Simancas, Venedig, Rom, Brüssel und Paris. Neben seinen großen Geschichtswerken über das 17. Jahrhundert in England schrieb er auch vielfach aufgelegte Lehrbücher über englische Geschichte. Seine nah an den Quellen geschriebenen, detaillierten Hauptwerke und Dokumenten-Editionen wie die zur Verfassungsgeschichte während der Puritanischen Revolution werden heute noch benutzt.
Er gab mehrere Quellenbände der Camden Society heraus und war ab 1891 Herausgeber des English Historical Review.
Einige Jahre war er Mitglied der Katholisch-apostolischen Gemeinde (Irvingite Church). 1902 wurde er in die American Academy of Arts and Sciences gewählt. Er war Fellow der British Academy.

## Schriften
Seine Geschichte des Englischen Bürgerkriegs, London: Longmans, Green:
- The Fall of the Monarchy of Charles I, 1637–1649, 2 Bände, 1882
  - Volume I (1637–1640)
  - Volume II (1640–1642)
- History of England from the Accession of James I to the Outbreak of the Civil War, 1603–1642, 10 Bände, 1883–1884, Nachdruck AMS Press 1965
  - Volume I (1603–1607)
  - Volume II (1607–1616)
  - Volume III (1616–1621)
  - Volume IV (1621–1623)
  - Volume V (1623–1625)
  - Volume VI (1625–1629)
  - Volume VII (1629–1635)
  - Volume VIII (1635–1639)
  - Volume IX (1639–1641)
  - Volume X (1641–1642)
- History of the Great Civil War, 1642–1649, 3 Bände 1886, 4 Bände, 1893
  - Volume I (1642–1644)
  - Volume II (1644–1647)
  - Volume III (1645–1647)
  - Volume IV (1647–1649)
- History of the commonwealth and protectorate, 1649–1656, 4 Bände, 1903
  - Band 1, Band 2, Band 3, Band 3 Suppl., Band 4

Die von ihm begonnenen The last years of the protectorate 1656-1658 wurden von Charles Harding Firth (C. H. Firth) vollendet und 1909 veröffentlicht.
Sonstige Werke
- The first two Stuarts and the Puritan revolution, 1603-1660, Longmans, Green 1886, Archive
- Prince Charles and the Spanish Marriage, 2 Bände,  London: Hurst and Blackett, 1869, Band 1
- Constitutional Documents of the Puritan Revolution, 1625–1660, Oxford, 1889, 2. Auflage 1899, Archive
- The Thirty Years' War, 1618-1648, Scribner´s 1887, Archive
- Oliver Cromwell, London: Longmans, Green 1901, Archive
- What the Gunpowder Plot was, London: Longmans, Green 1897
- Outline of English History, London 1887, 2. Auflage 1896
- Student's History of England, 2 Bände, London, 1890/91, viele Auflagen, 1920 in 3 Bänden, Archive
- Introduction to the study of English History, London, C. Kegan Paul 1881, Archive
- Cromwell´s place in history, Longmans, Green, 3. Auflage 1897 (Vorlesungen Oxford), Archive
- Herausgeber: Parliamentary debates in 1610; Camden Society 1862, Archive
- Herausgeber: The Hamilton papers: being selections from original letters in the possession of His Grace the Duke of Hamilton and Brandon, relating to the years 1638-1650, Camden Society 1880
- Letters and papers relating to the first Dutch War, 1652–1654, 6 Bände, Navy Records Society, 1899–1930
  - Band 1, Band 2, Band 3, Band 4, Band 5, Band 6

In Deutschland erschienen bis in die 1920er Jahre Auszüge aus seinen Geschichtswerken (besonders Biographien von Cromwell und William III.) für den Gebrauch im Englischunterricht an Schulen.